# Шараневич, Исидор Иванович
Иси́дор Иванович Шаране́вич (16 февраля 1829, село Козари, Галицкий уезд, Королевство Галиция и Лодомерия, Австрийская империя — †4 декабря 1901, Львов, Австро-Венгерская империя) — украинский учёный, историк, археолог, деятель русского движения в Прикарпатской Руси, педагог (преподаватель Перемышльской и Львовской гимназий, доцент (с 1871), затем профессор (с 1873) Львовского университета), с 1864 года член Галицко-Русской матицы, действительный член польской краковской Академии наук, почётный директор Киевского университета; многолетний сеньор (старейшина) Ставропигийского Института. Почётный член украинофильского общества «Просвита» (с 1871 года).

## Деятельность
И.Шараневич учился в Бережанах, затем в университетах Львова и Вены, окончил богословский и философский факультеты.
Исидор Шараневич исследовал преимущественно историю Галицко-Волынской Руси, а также деятельность русских православных братств, был одним из пионеров археологии в Галиции. Открыл высоцкую археологическую культуру. Единственный мирянин, который принимал участие во Львовском Синоде 1891 года.
Исидор Шараневич был одним из основателей Национального музея во Львове, заложил основу его фондов. В целом внёс значительный вклад в развитие истории, археологии и музейного дела в Галиции. Был учителем географа Степана Рудницкого, деятеля украинофильского лагеря.

## Основные публикации
Исидор Шараневич писал на галицко-руськом, польском, русском, немецком и латинском языках.
- Стародавний Галич (1860);
- Высокий замок во Львове (1861);
- Стародавние галицкие города (1861 — 62) Львов(1863);
- История Галицко-Володимирской Руси (1863);
- Rys wewnętrznych stosunków Galicyi wschodniej w drugiej połowie XV wieku (1869)
- O źródłach służących do głębszego poznania kraju ojczystego (1870);
- Zaczątki słowiańskie u stoków Karpat (1870);
- Kritische Blicke in die Geschichte der Karpathen-Volker im Alterthum und im Mittelalter (Львов, 1871);
- Die Hypatios-Chronik als Quellerbeitrag zur osterreichischen Geschichte (Львов, 1872);
- Rzut oka na beneficja Kościoła ruskiego za czasów Rzeczypospolitej Polskiej (1875);
- Географическо-исторические статьи (1875);
- Krótki opis geograficzny austryacko-węgierskiej monarchii (1875);
- Захват Галичины Казимиром (1879);
- Trzy opisy historyczne staroksiążęcego grodu Halicza w roku 1860, 1880 i 1882 (1883);
- Археологические предметы в Галиче (1885);
- Николай Красовский (1895);
- Юрий Ильяшевич (1895);
- Akta grodzkie i ziemskie

Под его руководством издан в 1886 году также первый том фундаментального юбилейного издания в честь 300-летнего юбилея Львовского Ставропигийского братства.